# Guy Van Den Langenbergh
Guy Van Den Langenbergh (Mortsel, 1968) is actief als sportjournalist bij De Standaard en Het Nieuwsblad en schrijver. Hij groeide op in Rijkevorsel, Sint-Jozef.
Van Den Langenbergh begon in 1992 zijn carrière als sportjournalist. In 1996 bracht hij voor het eerst verslag uit over de Tour de France. Hij heeft deze sportieve wedstrijd twaalfmaal begeleid. Hij was sinds 2000 aanwezig in de grote klassiekers, talrijke Giro’s en Tours en op vele wereldkampioenschappen.
Daarnaast bestudeert hij al jaren de geschiedenis van de wielersport. Dit resulteerde in een aantal boeken.  

## Boeken
- 100 Keer Vlaanderen, over de Ronde van Vlaanderen, samen met Nick Nuyens
- Fabian Cancellara, de autobiografie van deze Zwitsers renner.
- In Het Spoor van Tom Dumoulin.